# 国鉄9300形蒸気機関車

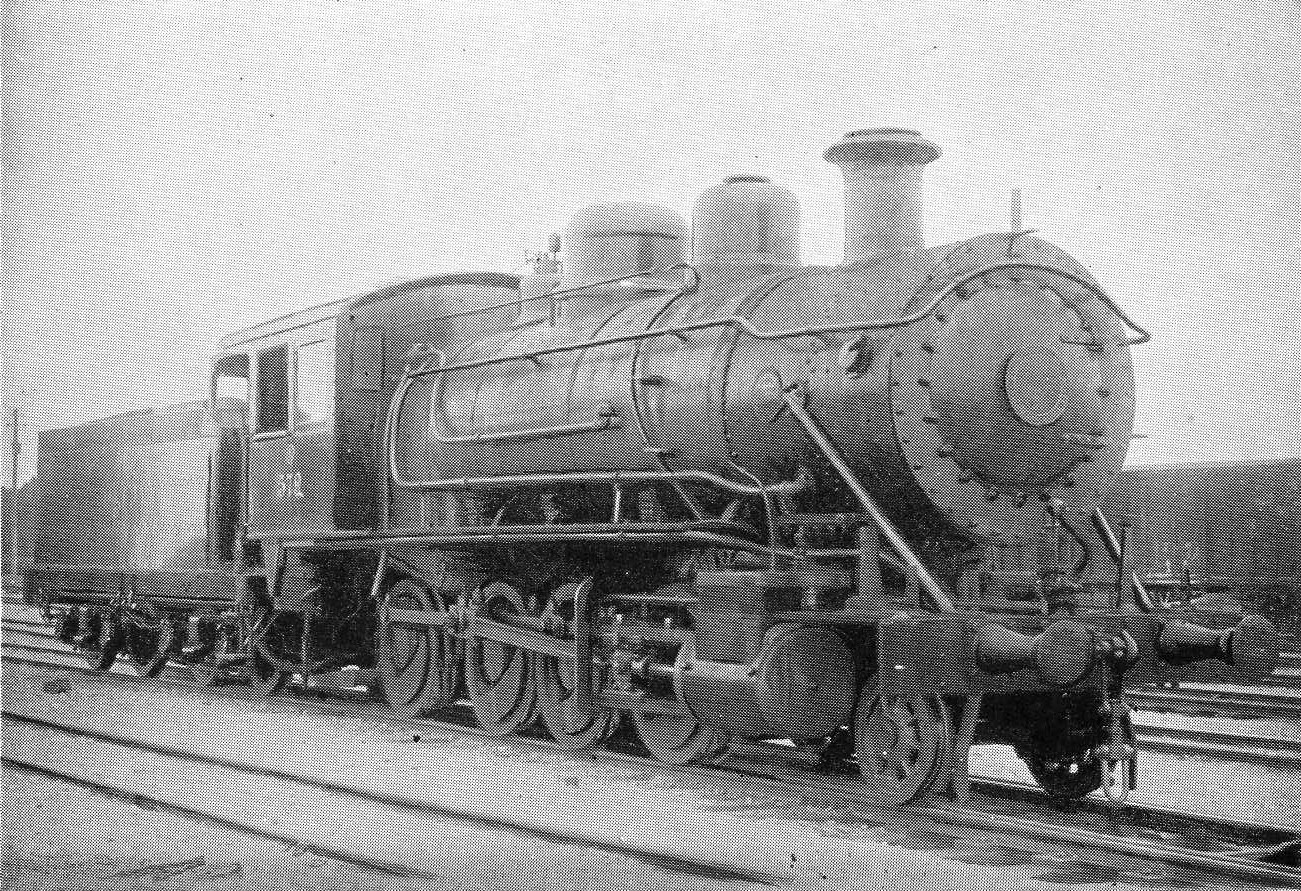
日本鉄道Bt4/5形（後の鉄道院9300形）

9300形は、かつて日本国有鉄道（国鉄）の前身である鉄道院に在籍した、貨物列車牽引用のテンダ式蒸気機関車である。元は日本鉄道が1906年（明治39年）にアメリカ合衆国のボールドウィン社から12両を輸入したものである。

## 概要
12両（製造番号28914 - 28917，28946，28947，28960 - 28965）を1906年に輸入したもので、メーカー規格では10-30E、日本鉄道ではBt4/5形（576 - 587）と称した。同年に日本鉄道が国有化されたため、使用開始は国有化後となった。1909年に制定された鉄道院の車両形式称号規程では、9300形（9300 - 9311）に改められた。
同時期に同社が計画、輸入したアメリカン・ロコモティブ社・ロジャーズ工場製のRt4/5形（後の鉄道院9400形）とともに、1897年に輸入した「ミカド」Bt4/6形（後の鉄道院9700形）の後継として製造したものであるが、寸法的には一回り小柄で、車軸配置を2-8-0（1D＝コンソリデーション）とし、ボイラー中心高さを上げることで火室を台枠上に載せ、Bt4/6形以上の高性能を発揮するよう設計している。これは、Bt4/6形の火格子面積が全伝熱面積に比べて大きすぎ、効率の悪い機関車であったことがある。鉄道作業局のF2形（後の9200形）とは、メーカー規格は同一であるが、F2形は狭火室、本形式は広火室であるという違いがある。
太いストレートトップ型のボイラーを持ち、第1缶胴上に砂箱、第2缶胴上に蒸気ドームが設けられ、火室上に台座を設けて安全弁と汽笛を装備した。煙室は長く、前端梁との間には支柱（ブレース）が渡されている。また、火室を避けるため、第3動輪と第4動輪の間が大きく開いているのが特徴である。Rt4/5形とは、運転室やドームの形状に特徴が出ており、背が高く鈍重な印象のRt4/5形に比べて、本形式は背が低く、スマートな印象である。
テンダーは、2軸ボギー台車を2個備える4軸式である。

### 主要諸元
- 全長 : 17,004mm
- 全高 : 3,798mm
- 軌間 : 1,067mm

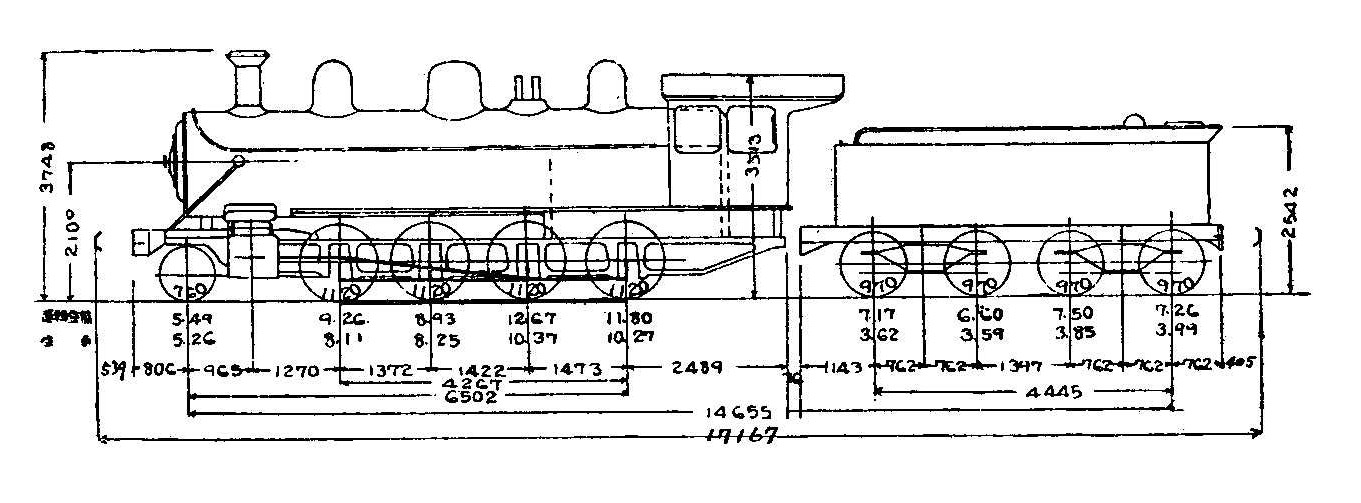
形式図

- 車軸配置 : 2-8-0(1D) - コンソリデーション
- 動輪直径 : 1,118mm(3ft9in)
- 弁装置 : スチーブンソン式アメリカ形
- シリンダー（直径×行程） : 457mm×610mm（製造時は470mm×610mm）
- ボイラー圧力 : 12.7kg/cm2
- 火格子面積 : 2.32m2
- 全伝熱面積 : 165.2m2
  - 煙管蒸発伝熱面積 : 158.1m2
  - 火室蒸発伝熱面積 : 7.1m2
- ボイラー水容量 : 5.4m3
- 小煙管（直径×長サ×数） : 51mm×3,962mm×250本
- 機関車運転整備重量 : 53.21t
- 機関車空車重量 : 46.68t
- 機関車動輪上重量（運転整備時） : 47.03t
- 機関車動輪軸重（第3動輪上） : 13.15t
- 炭水車運転整備重量 : 34.85t
- 炭水車空車重量 : 16.16t
- 水タンク容量 : 13.6m3
- 燃料積載量 : 5.49t
- 機関車性能
  - シリンダ引張力 : 12,300kg
- ブレーキ方式 : 手ブレーキ、真空ブレーキ

## 経歴
使用開始後は、福島、平、田端に配属され、後に田端のものは貨物列車用から入換専用に転用され、福島、平のものは勾配線区用に黒磯で使用された。廃車は1928年（昭和3年）および1929年（昭和4年）で、民間への払い下げや保存はなかった。大型であったのと、過熱式機関車への移行期であったことが、本形式の寿命を縮めることになってしまった。
そのうち9301は、1926年に房総線で行われた過走車両制止試験、すなわち盛り上げた砂利の中に突っ込ませて、停止するまでの距離等を計測する試験に供されている。
廃車後、炭水車の一部がキ600形ロータリー式除雪車用に転用されている。